# 유네스코 창의도시 네트워크

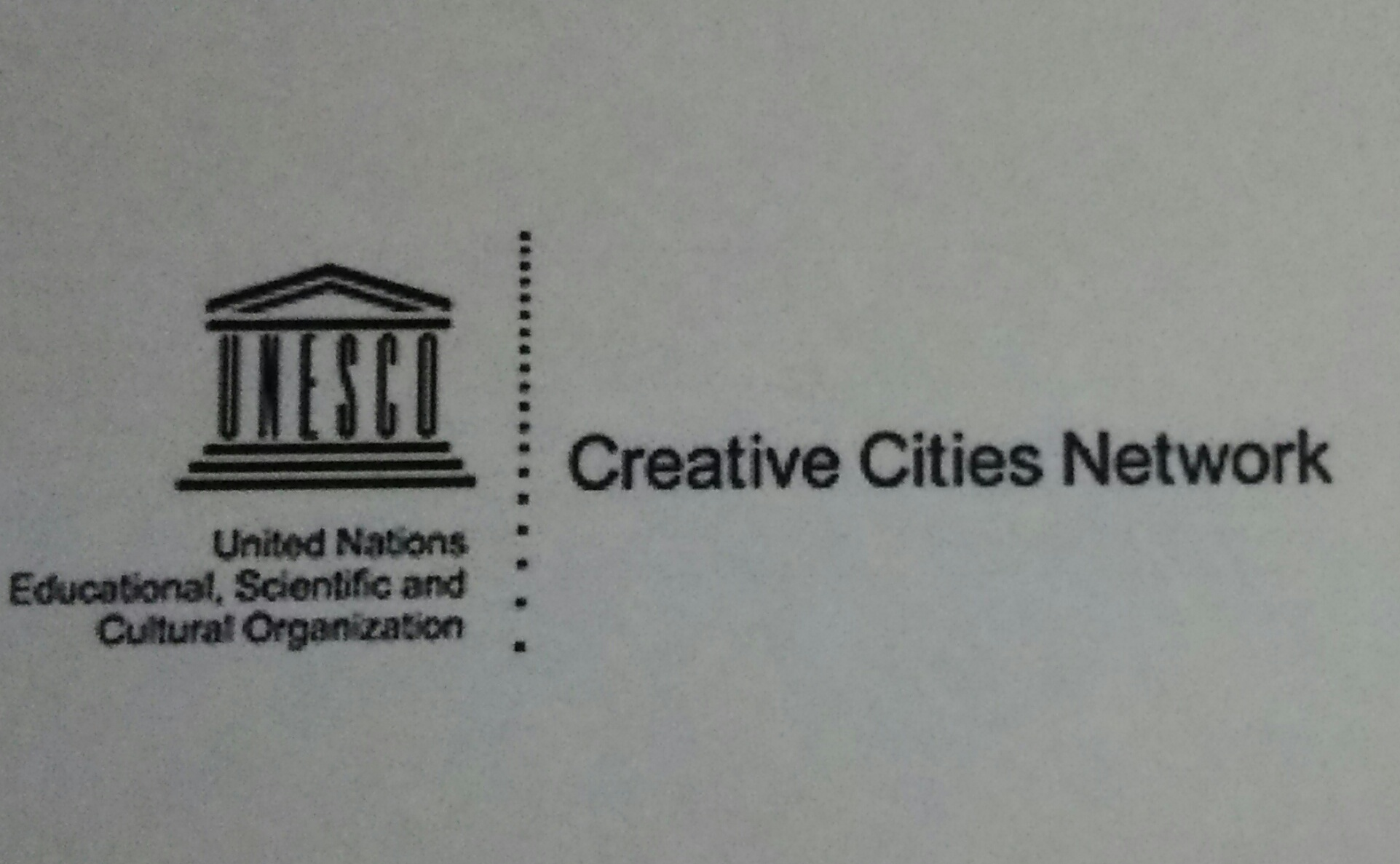
일본 요코하마의 창의도시 네트워크 로고 사진

유네스코 창의도시 네트워크(UNESCO Creative Cities Network)는 각 도시의 문화적 자산과 창의력에 기초한 문화산업을 육성하고, 도시들 간의 협력을 통해 경제적·사회적·문화적 발전을 장려하기 위한 것이다.
유네스코 창조도시 네트워크라고 번역할 수도 있다. 2015년 기준으로, 116개 곳이다.

## 지정 도시

### 공예와 민속 예술
대한민국에서 공예와 민속 예술(Crafts & Folk Art)로 지정된 도시는 경기도 이천시(2010년), 경상남도 진주시(2019년), 경상남도 김해시(2021년)이다.

### 디자인
대한민국에서 디자인(Design)으로 지정된 도시는 서울특별시(2010년)이다.

### 영화
대한민국에서 영화(Film)로 지정된 도시는 부산광역시(2014년)이다.

### 미식
대한민국에서 미식(음식, Gastronomy)으로 지정된 도시는 전라북도 전주시(2012년), 강원도 강릉시(2023년)이다.

### 문학
대한민국에서 문학(Literature)으로 지정된 도시는 경기도 부천시(2017년), 강원도 원주시(2019년)이다.

### 미디어 아트
대한민국에서 미디어 아트(Media Arts)로 지정된 도시는 광주광역시(2014년)이다.

### 음악
대한민국에서 음악(Music)으로 지정된 도시는 경상남도 통영시(2015년), 대구광역시(2017)이다.

## 같이 보기
- 창조도시
- 유네스코
- 유네스코 한국위원회
- 세계유산
- 세계기록유산
- 인류무형문화유산
- 생물권보전지역
- 세계지질공원
- 세계 책의 수도
- 유네스코 글로벌 학습도시 네트워크
- 유네스코 학습도시상
- 유네스코 국제상
  - 유네스코 세종대왕 문해상
  - 유네스코 직지상
- 국제 기념해
- 국제 기념일